# Mursia spinimanus
Mursia spinimanus är en kräftdjursart som beskrevs av M. J. Rathbun 1906. Mursia spinimanus ingår i släktet Mursia och familjen Calappidae. Inga underarter finns listade i Catalogue of Life.